# Бабинское сельское поселение (Смоленская область)
Ба́бинское се́льское поселе́ние — упразднённое муниципальное образование в составе Духовщинского района Смоленской области России. Административный центр — деревня Бабино. В состав поселения входили  32 населённых пункта.
Образовано законом от 2 декабря 2004 года. Упразднено законом от 20 декабря 2018 года, все его населённые пункты включены в Третьяковское сельское поселение.
Главой поселения и Главой администрации является Немкова Елена Александровна.

## Географические данные
- Общая площадь: 611 км²
- Расположение: юго-восточная часть Духовщинского района
- Граничит:
  - на севере — с Булгаковским сельским поселением
  - на северо-востоке — с Духовщинским городским поселением
  - на востоке — с Третьяковским сельским поселением
  - на юго-востоке — с Ярцевским районом
  - на юге — с Кардымовским районом
  - на западе — с Смоленским районом
- По территории поселения проходит автомобильная дорога Р136 Смоленск — Нелидово
- По территории поселения проходит железная дорога Смоленск — Озёрный, станции: Чижово, Хмость.
- Крупные реки: Хмость, Жереспея.

## Население
В состав поселения входили населённые пункты:
1. Деревня Бабино, 312 чел. — административный центр
2. Ануфриево, деревня, 99 чел.
3. Бельково-Гринево, деревня, 1 чел.
4. Болтнево, деревня, 3 чел.
5. Борщево, деревня, 5 чел.
6. Ботино, деревня, 3 чел.
7. Воронино, деревня, 2 чел.
8. Гаврилово, деревня, 0 чел.
9. Гришково, деревня, 6 чел.
10. Залужье, деревня, 4 чел.
11. Зуево, деревня, 13
12. Кеново, деревня, 11 чел.
13. Колотовино, деревня, 5 чел.
14. Леошково, деревня, 0 чел.
15. Локтево, деревня, 13 чел.
16. Мышегребово, деревня, 0 чел.
17. Никоново, деревня, 0 чел.
18. Ново-Никольское, деревня, 4 чел.
19. Новосёлки, деревня, 3 чел.
20. Орлово, деревня, 13 чел.
21. Песнево, деревня, 3 чел.
22. Петрищево, деревня, 176 чел.
23. Прелево, деревня, 7 чел.
24. Савино, деревня, 175 чел.
25. Судники, деревня, 26 чел.
26. Тетевино, деревня, 0 чел.
27. Тикуны, деревня, 2 чел.
28. Толстики, деревня, 4 чел.
29. Турье, деревня, 4 чел.
30. Фалисы, деревня, 17 чел.
31. Фролово, деревня, 26 чел.
32. Чижево, деревня, 4 чел.

Общая численность населения — 941 чел. (2010 г.)

## Курганы
Восточнее деревни Новосёлки находится городище и курганная группа могильников (59 насыпей) X — XIII веков.